# Cours Albert-Thomas
Le cours Albert-Thomas est une voie qui délimite les 3e et 8e arrondissements de Lyon, en France.

## Situation et accès
Cette voie plantée d'arbres, comptant 161 numéros, part du boulevard Vivier-Merle et s'étend jusqu'à la place d'Arsonval. Constituant le prolongement du cours Gambetta et prolongé par l'avenue Rockefeller, le cours est une importante voie de communication est-ouest, en surface mais aussi sous terre, la ligne D du métro de Lyon étant enterrée sur toute sa longueur.
Les numéros impairs se trouvent dans le 3e arrondissement et les numéros pairs dans le 8e arrondissement.

## Origine du nom
Elle porte le nom d'Albert Thomas, homme politique, né le 16 juin 1878 et mort à Paris le 8 mai 1932, qui se distingua lors de la Première Guerre mondiale comme organisateur de la production d'armements et du travail ouvrier en temps de guerre. Il devint par la suite le premier directeur du Bureau international du travail à Genève. 

## Historique
Le cours des Brosses (actuel cours Gambetta) est percé entre 1840 et 1870. Il se termine au niveau de la ligne de chemin de fer. Baptisé Gambetta en 1876, le cours est par la suite prolongé jusqu'à la place d'Arsonval, au travers du lotissement de Monplaisir, dont le réseau viaire a été fixé en 1828. 
La route nationale 6, qui passait historiquement par l'axe de la grande rue de la Guillotière et de l'actuelle avenue des Frères-Lumière, est transférée sur le nouveau cours Gambetta.
Le nom d'Albert Thomas est attribué à cette voie par délibération municipale du 27 février 1933.

## Édifices remarquables
- Au n°2 : la Manufacture des tabacs, campus de l'université Jean Moulin Lyon 3 ;
- à l'angle de la place Ambroise-Courtois : Institut Lumière et son parc ;
- au n°148 : le CIRC, Centre international de recherche sur le cancer, une tour d'une quinzaine d'étages.